# La Cumbre, Guevea de Humboldt
La Cumbre är en ort i Mexiko.   Den ligger i kommunen Guevea de Humboldt och delstaten Oaxaca, i den sydöstra delen av landet, 500 km sydost om huvudstaden Mexico City. La Cumbre ligger 888 meter över havet och antalet invånare är 249.
Terrängen runt La Cumbre är lite bergig. Runt La Cumbre är det glesbefolkat, med 11 invånare per kvadratkilometer. Närmaste större samhälle är Santa María Nativitas Coatlán, 14,4 km väster om La Cumbre. I omgivningarna runt La Cumbre växer huvudsakligen savannskog.